# Buchen-Zahnspinner

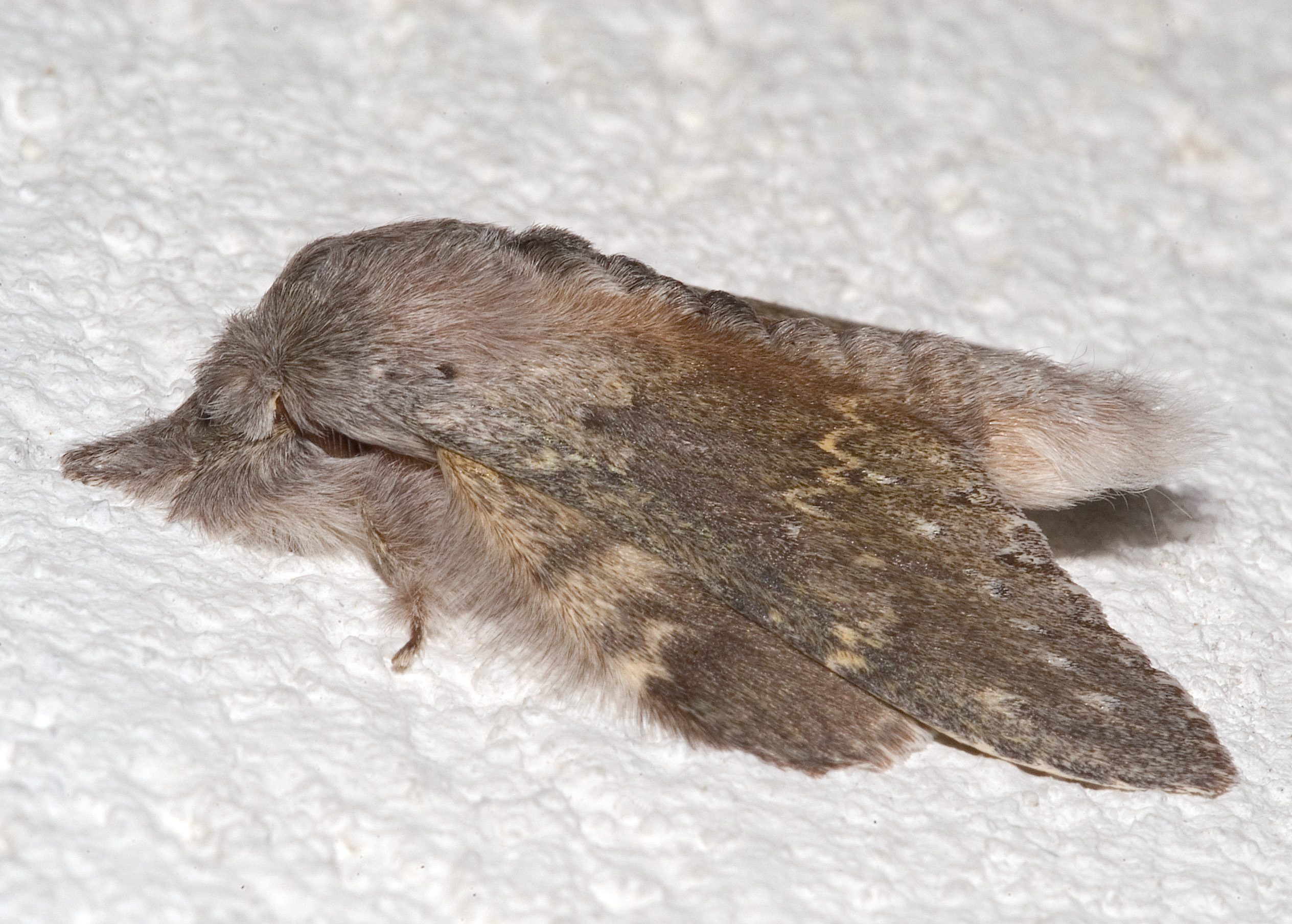
Seitenansicht eines Männchens

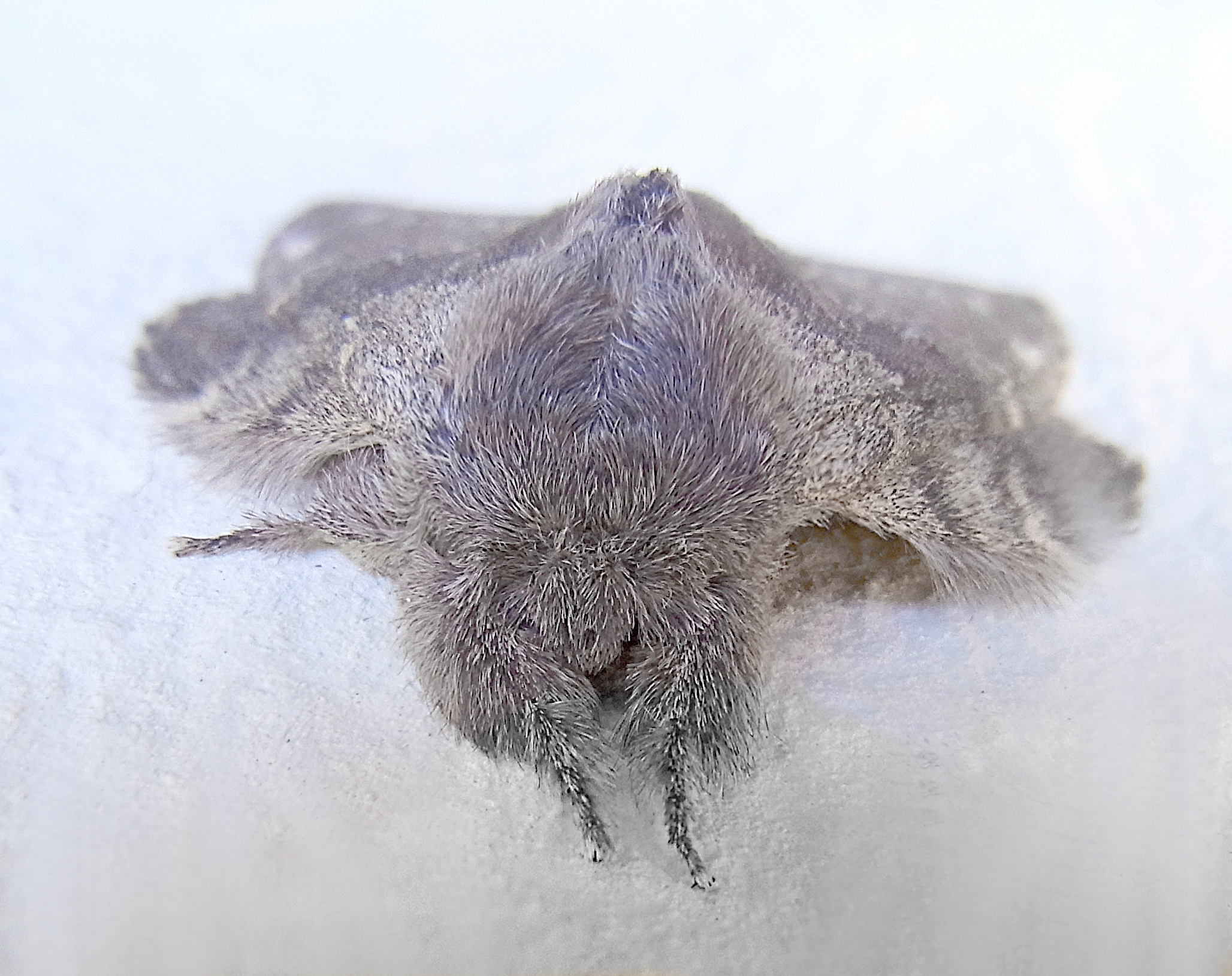
Vorderansicht

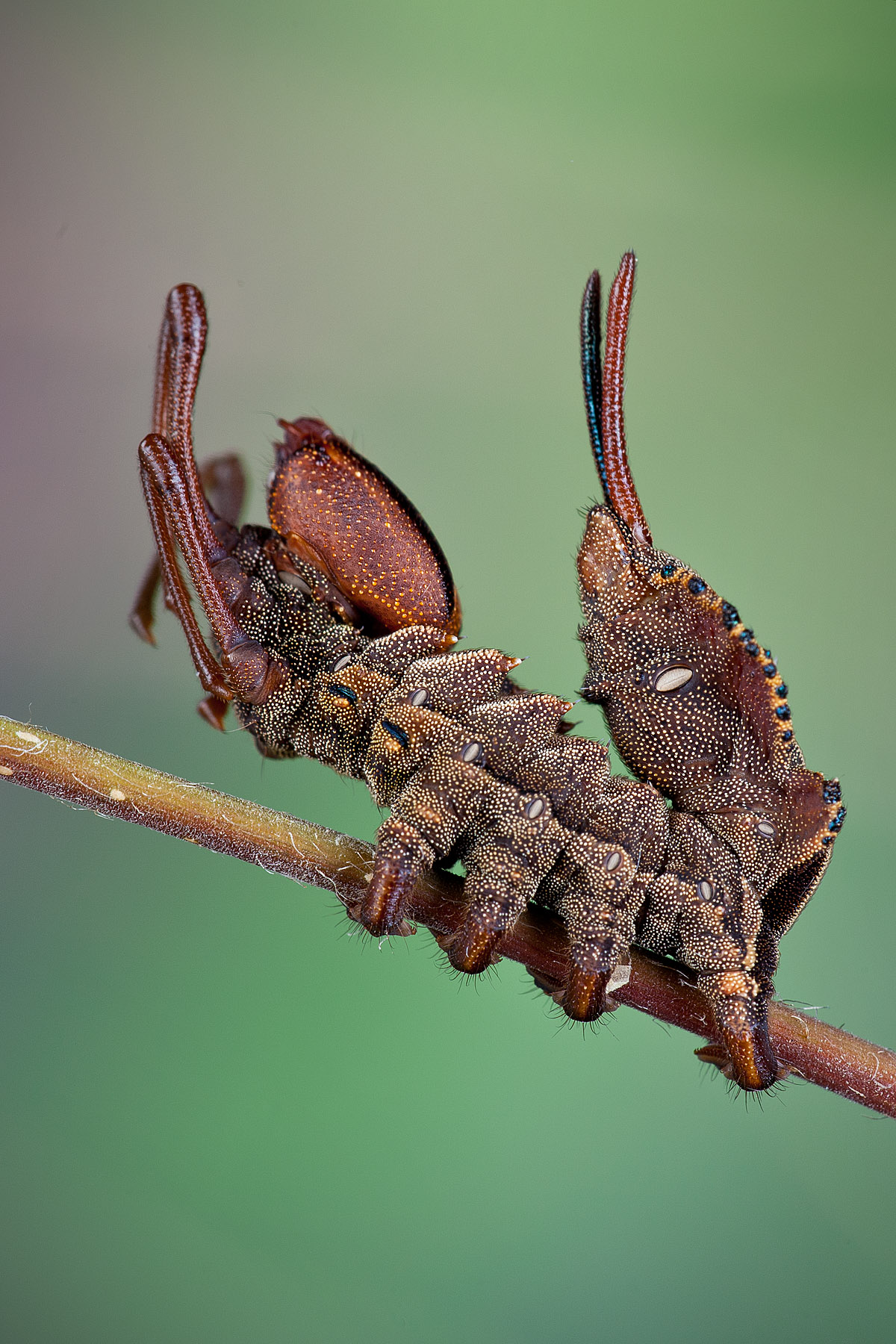
Seitenansicht der Raupe

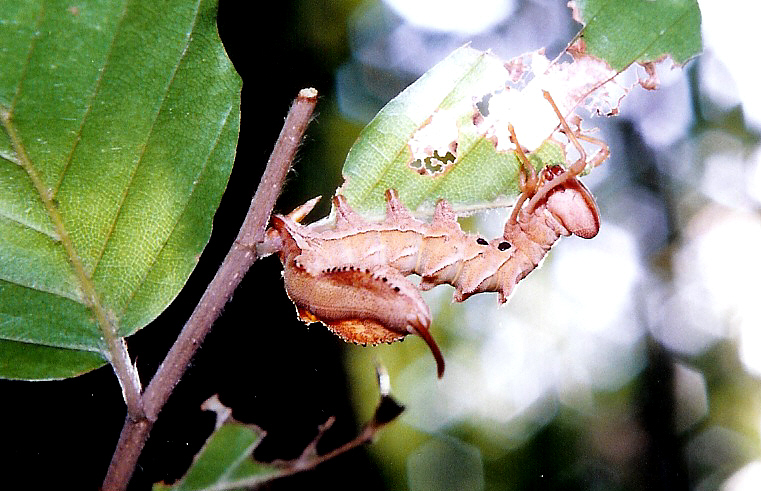
Raupe beim Fressen

Der Buchen-Zahnspinner (Stauropus fagi) ist ein Schmetterling (Nachtfalter) aus der Familie der Zahnspinner (Notodontidae).

## Merkmale

### Falter
Die Falter haben eine Flügelspannweite von 45 bis 64 Millimetern, bei einer durchschnittlichen Vorderflügellänge von 27 Millimetern. Der Flügelansatz der Vorderflügel hat eine etwas hellere Färbung, sie selbst sind grau bis graubraun. Auf ihnen verlaufen zwei helle, gezackte Querbinden, die häufig nur undeutlich erkennbar sind. Zwischen diesen Binden ist das Mittelfeld der Flügel meist etwas dunkler. Die Hinterflügel sind auf der vorderen Hälfte genauso wie die Vorderflügel gefärbt, auf der hinteren Hälfte sind sie einfarbig graubraun.

### Raupen
Die Raupen werden bis zu 60 Millimeter lang und haben ein außergewöhnliches Aussehen. Sie sind zunächst dunkelbraun gefärbt und haben einen schlanken, langgestreckten Körperbau, später sind sie rot- oder graubraun und haben eine plumpe Gestalt. Das zweite und dritte Paar der Thorakalbeine ist stark verlängert und die letzten drei Hinterleibssegmente sind zu einem großen keulenförmigen Segment verbunden, das statt eines Nachschiebers zwei gekrümmte, fühlerartige Fortsätze besitzt.

## Vorkommen
Der Buchen-Zahnspinner ist vom Norden der Iberischen Halbinsel über ganz Europa, östlich über Russland bis nach Ostasien und Japan verbreitet. Die Verbreitung umfasst im Süden ganz Südeuropa und das Elburs-Gebirge, im Norden verläuft die Verbreitungsgrenze durch den Süden Fennoskandiens. Die Art fehlt in Europa auf der südlichen Iberischen Halbinsel, im Norden Skandinaviens sowie im Norden der Britischen Inseln. Die Art besiedelt im Flachland Auwälder und Laubmischwälder, im Hügel- und Bergland Laubmischwälder und dabei vor allem Buchenwälder. Parks und Gärten, wie auch Obstbäume werden besonders in urbanen Gebieten besiedelt. Die Art fehlt im höheren Bergland, sie tritt beispielsweise in den Mittelgebirgen nur bis zur hochmontanen Stufe in etwa 1000 Meter Seehöhe auf.

## Lebensweise
Die nachtaktiven Tiere falten ihre Flügel in Ruhestellung dachziegelartig zusammen und schieben die Hinterflügel nur so weit unter die Vorderflügel, dass jener Teil, der gleich wie die Oberseite der Vorderflügel gefärbt ist, über den Vorderrand der Vorderflügel hinausragt. Dadurch ist nur der graubraune Bereich der Hinterflügel von den Vorderflügeln verdeckt.

### Flug- und Raupenzeiten
Die Falter fliegen in einer Generation von Mitte April bis Ende Mai und von Anfang Juni bis August. Bei diesen beiden Flugmaxima handelt es sich nicht um zwei Generationen, sondern um zwei separat auftretende Stämme einer Generation. Je nach Region fallen die Flugzeiten etwas unterschiedlich aus, wodurch die beiden Stämme zum Teil auch mehr oder weniger überschneidend auftreten. Bei guten Bedingungen und in warmen Regionen tritt eine echte, partielle zweite Generation im August auf. Die Raupen findet man von Ende Juli bis Ende Oktober.

### Nahrung der Raupen
Die Raupen ernähren sich von den Blättern verschiedener Laubbäume und Sträucher. Zu ihnen zählen Rotbuche (Fagus sylvatica), Hainbuche (Carpinus betulus), Gemeine Hasel (Corylus avellana), Stieleiche (Quercus robur), Hänge-Birke (Betula pendula), Feldahorn (Acer campestre), Roteiche (Quercus rubra), Weißdorne (Crataegus), Schlehdorn (Prunus spinosa), Blutroter Hartriegel (Cornus sanguinea) und Kulturapfel (Malus domestica).

## Entwicklung
Die älteren Raupen zeigen bei Störung ein imposantes Abwehrverhalten. Sie krümmen ihr verdicktes Hinterleibsende über dem Rücken nach vorne, heben den Vorderkörper nach oben und strecken ihre verlängerten Beinpaare weit aus. Junge Raupen haben eine gewisse Ähnlichkeit mit großen Ameisen und bewegen ihre Körperanhängsel bei Störung trillernd. Die Verpuppung findet in einem dichten Gespinst zwischen Blättern am Erdboden statt. Die Puppe ist glänzend rotbraun und überwintert.

## Gefährdung und Schutz
Der Buchen-Zahnspinner ist weit verbreitet und tritt überall häufig auf und ist deshalb nicht gefährdet.

## Belege